# Jean Favier

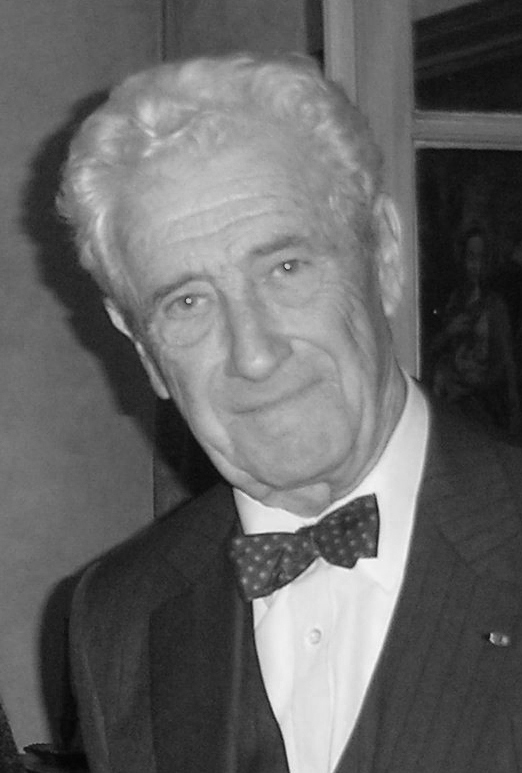
Jean Favier (2005)

Jean Favier (Parijs, 2 april 1932 - 2 augustus 2014) was een Frans historicus.

## Levensloop
De mediëvist Favier was tientallen jaren als hoogleraar verbonden aan de meest prestigieuze onderwijsinstellingen in Frankrijk, waaronder de Sorbonne en de École Pratique des Hautes Etudes.
Daarnaast was hij van 1975 tot 1994 algemeen directeur van de Franse en nationale archieven en van 1994 tot 1997 voorzitter van de Bibliothèque nationale de France. Hij eindigde zijn carrière als voorzitter van de UNESCO-commissie voor Frankrijk.
Naast standaardwerken over de Honderdjarige Oorlog en de geschiedenis van Parijs schreef Favier onder meer biografieën over de Franse koningen Lodewijk XI en Filips IV, de dichter François Villon en Karel de Grote.
Na zijn universitaire loopbaan is hij blijven publiceren. Een van zijn recentste boeken, uit 2006, gaat over de langdurige ballingschap van de pausen in Avignon tijdens de veertiende eeuw.